# Манастир Светих Сергија и Вакха на Бојани
Манастир Светих Сергија и Вакха на Бојани је бивши православни манастир, који се налазио на левој обали реке Бојане, у близини старе српске престонице Скадра. Потиче из средњег века, када је шира област око манастира припадала тадашњем српском приморју, а запустело светосергијевско манастириште се данас налази на пограничном подручју Албаније према Црној Гори.
Манастир је био подигнут највероватније у 10. или 11. веку, када је та област била под јурисдикцијом православне Драчке митрополије, а касније је прешао у руке бенедиктинаца. У манастирској цркви су, према наводима позног Летописа попа Дукљанина, били сахрањени први српски краљеви, Михајло (око 1050-1081) и Бодин (1081-1101), као и неки од њихових потомака.
Манастир су обнављали и каснији српски владари, краљица Јелена (око 1288-1290) и краљ Милутин (1318). Једно време је у њему је било и седиште скадарског бискупа. Османлије су га разорили крајем 16. века. Остаци манастира нису археолошки истраживани, а делимично су уништени услед ерозије коју изазива река Бојана.
Око утврђеног манастира, развио се трг Свети Срђ који је, у доба српских држава, био значајно трговачко место, захваљујући монополу у трговини сољу и специфичном положају. 

## Историја
Предања везују постанак манастира за цара Јустинијана I (527—565), али у науци се сматра да највероватније настао тек у 10. или 11. веку.
Манастир је подигнут на простору на коме су се вековима укрштали утицаји источног и западног хришћанства. Иако тачно време оснивања није познато, избор светитеља указује на источно (православно) порекло манастира, а томе у прилог иду и тадашње историјске околности.
Крајем 10. и почетком 11. века, упоредо са ширењем византијске Драчке теме на читаву скадарску област, проширила се и надлежност православне Драчке митрополије, која је на том подручју имала неколико епископија (Дукља, Бар, Скадар, Дриваст, Пилот, Љеш).
Пошто је манастир настао усред области која је у то време била премрежена православним епископијама, његово православно порекло је извесно, а томе у прилог иде и постојање другог назива за град Скадар, који се током средњег века називао и Росаф, тако да се стара скадарска тврђава и данас назива Розафа. Ти називи сведоче о локалном поштовању светих мученика Сергија и Вакха, који су пострадали у сиријском граду званом Ресафа, а тај назив се заједно са ширењем њиховог култа пренео и на Скадар.
Позни Летопис Попа Дукљанина наводи манастир као гробну црква историјски познатих краљева из породице Војислављевића, Михајла и његовог сина Бодина, чија се престоница налазила у Скадру, као и њихових потомака, Владимира и Градихне. Управо у то време, током 11. или 12. века, манастир је прешао у руке бенедиктинаца, али оконости тог преузимања нису познате.
Око 1185. године, српски велики жупан Стефан Немања је протерао византијску власт из приморских области и градова. Упоредо са ослобођењем Дукље и Котора, Немања је заузео и јужне градове: Бар, Улцињ, Свач, Скадар, Дриваст, Сард и Дањ, тако да се и манастир од тада налазио у саставу државе Немањића.
За време владавине Немањиног сина Вукана, који је носио титлу краља Далмације и Дукље, на тим просторима је озваничено постојање Барске надбискупије (1199), што је допринело јачању римокатолицизма у приморским областима.
У циљу очувања православља на тим просторима, први српски архиепископ свети Сава је 1219. године, након добијања црквене аутокефалности, одлучио да се за приморске области установи нова Зетска епископија.
Није познато када је и како страдала манастирска црква, али се зна да ју је између 1288. и 1290. године обнављала српска краљица Јелена, са синовима Драгутином (1276—1282) и Милутином (1282—1321), о чему сведочи уклесани натпис на западном порталу цркве. Нову, темељну обнову, извео је 1318. године краљ Милутин.
После смрти српског цара Душана Силног (краљ 1331—1346, цар 1346—1355), област око Скадра се нашла под контролом властелина Жарка, да би почетком седме деценије XIV века постала део области Балшића. Кратак период османске власти (1392—1395) прекинуо је Ђурађ II (1385—1403) који је успео да поврати Скадар, Свети Срђ и Дриваст.
Док је Свети Срђ био под влашћу српских владара, као и други манастири и опатије у истом крају, уживао је велике повластице.
Он је склопио споразум са Млечанима и предао им ове градове на чување у замену за годишњу ренту од 1000 дуката и војну помоћ, у случају напада Османлија. Његов син, Балша III (1403—1421) водио је око ових градова два рата против Млечана (Први и Други скадарски рат), а борбе је окончао тек његов ујак Стефан Лазаревић (кнез 1389—1402, деспот 1402—1427) миром склопљеним у Светом Срђу 12. августа 1423. године, који је довео до коначног мира, закљученог у Вучитрну 1426. године. Током ових сукоба, Свети Срђ је имао значајну стратешку улогу за Млечане у снабдевању Скадра и околних места, што је потврдио и приликом обнове сукоба 1448. године.
Прва османска опсада Скадра одиграла се 1474. године и тада је Свети Срђ, коришћен као главна база за млетачке контра-ударе. Нова опсада, коју је предводио лично султан Мехмед II (1451—1481) 1478. године, окончала се миром 24. јануара 1479. године, којим су Скадар и градови око њега, укључујући и Свети Срђ, предати Османлијама.
После пада Скадра и претварања градске саборне цркве у џамију, седиште скадарског епископа постао је манастир Светих Сергија и Вакха, који су крајем XVI века опустошиле и разрушиле Османлије.

## Привилегије у доба српских држава
Манастир је, у доба српске државе, уживао значајне повластице. Њему је припадао приход од пловидбе Бојаном (око 2 дуката годишње), затим 4 солида од сваке дубровачке лађе која је пристала у Светом Срђу, а поседовао је и своје рибњаке. После доласка Млечана, ове повластице су му укинуте, а рибњаци су око 1405. године порушени.

## Остаци цркве
Рушевине цркве некадашњег манастира, очуване су само делимично, пошто је река Бојана однела њен олтарски део и добар део наоса. На основу њених остатака, могуће је, у општим цртама реконструисати некадашњи изглед.
Имала је основу тробродне базилике, дужине 20 m, покривене двосливним кровом. Уз њу се налазио и високи звоник, који је још увек постојао 1686. године. Направљена је наизменичним редовима камена и опеке, између којих су танки слојеви малтера. Овакво ређање се разликује од византијског комбиновања камена и опеке, уобичајеног за споменике Вардарског и Моравског стила и карактеристично је за архитектуру југа данашње Италије тј. простора некадашњих норманских држава. Поред тога, у њеној архитектури приметне су „примесе готике цистерцистког порекла“.
На цркви су пронађене плоче са уклесаним натписима о обновама које су извели краљица Јелена са синовима (на западном порталу) и краљ Милутин.

## Иван Јастребов о овој цркви
Иван Јастребов је писао о овој старој цркви. Шиме Љубић је писао да је владика скадарски Борчи обишавши цело своје владичанство нашао да је то најлепша црква у целој Албанији. У време Јастребова од ње су остали само зидови. Сводови и куполе су пали давно. Олтар се са северне стране срушио у реку Бојану која протиче крај саме цркве и непрекидно јој поткопава сводове. Црква је велика: 30 корака у дужину и 20 у ширину. Висина је око 10 хвати. Око цркве је добра шума са имањима Турака (муслимана) и латина (католика). Данијеле Фарлати пише да је у његово време око те цркве било доста православних које је скадарски бискуп Доминик ревносно преводио у католицизам, о чему се латинска пропаганда у 17. веку веома бринула. Унутрашњост храма је живописана као и 6 квадратних стубова храма. Живопис је по Јастребову чисто српски. Сви свеци су осликани у истој одећи као у манастирима Високи Дечани, Пећка патријаршија и Грачаница. На белој позадини су осликани или крстови црвене или плаве боје, или су пак на плавој позадини крстови беле и црвене боје. Сачувана су два натписа. Изнад западних врата храма, сачувао се натпис: In nomine Dui amen. Eximiae virginis filii anno M... (оштећено) XVIII magnificus dnus snus Urosius divina gratia Rassiae rex illustris magnifici regis Urossi nat Gominae que Helenae reginae edificavit hauc ecclesiam in honorem ss. martyrum Sergi et Bachia fundamentis usque ad finem assistende abate Petro Dochne scutarensi. С леве стране врата на камену је уклесан следећи натпис: Memento Due famulae Helenae regina Serviae, Diocleae, Albaniae, Chilmiae, Dalmatiae et martimane regionis quae una cum filis suis regibus Urosio et Stefano de novo edivicavit istam ecclesiam ad honorem B.B.Martyrium Sergii et Bachi ad finem usque complevit, uno dui M ++ (оштећено) XVIII. На оба натписа цифре су оштећене. Данијеле Фарлати је године исправио тако да је код њега у првом натпису 1288. г., а у другом 1290. Нема сумње да је краљ Урош подигао (обновио) ову цркву заједно са супругом краљицом Јеленом, 1268. г. 1288. краљица је са својим синовима Драгутином и Милутином, српским краљевима, поново поправила и украсила цркву. Много година пре њих је постојала та црква. Они су је само подигли-увећали и обновили на месту старе, која је ту била још за време дукљанског краља Михаила (1046-1081). Ту је Михаило и сахрањен као и његов син Константин Бодин, поред њега. Ту су били сахрањени и Јован Владимир, Доброслав, кога су отровале присталице Владимира мислећи да га је он отровао, а он је ту био монах до краја живота. Ту је сахрањен и краљ Драгиња (1128-1138). Код манастира су биле трговине разних градова. И Дривастанци имали своје дућане. Код манастира је у стара времена била царина. Свети Срђ на Бојани у Зети је био познат и по томе што су српски краљеви од прихода овог манастира давали другим местима. Тако је српска краљица Јелена Анђел, Урошева супруга, у својој повељи навела: от трга свето-срћскаго р (100) перпер монастиру Св. Николе у Врањини. Милутиновом Хрисовуљом било је даровано врањинском манастиру от трга светаго Сергија всако годишче р (100) перпер у новцу или стварима. И Стефан Урош III Дечански је приложио цркви Св. Успења у Призрену 80 пудова соли оу светаго сргија прихода. То место је имало велики значај због положаја на реци, којом су из Јадранског мора за Скадар пролазили трговачки бродови, па су између српског краља и Млетачке републике у том погледу постојали трактати. Када се однос Срба и Млечана погоршао, било је и тензија у овом крају у виду градње тврђава са обе стране, а у временима примирја једни и други су били у обавези да униште своја утврђења. Од када је Бојана била потпуно под Млечанима и ова црква је осиромашила. Млетачки католички фанатици су је опљачкали и запалили па се купола обрушила. Млечани нису имали времена да је покатоличе јер су се морали повлачити пред Турцима. Православци, који су обновили одласке у ту цркву ради парастоса на гробовима својих краљева, убрзо су остали и без те утехе. Турци су уништавали трагове тих споменика. Када је у 17. веку ојачао прогон католика, православни су опет наставили да долазе у своју цркву. Покатоличени православци су цркву сматрали својом јер су се у њој молили они и њихови преци. Латински фратри су ову цркву Св. Сергија и Вакха, без обзира на натпис, прозвали црква Santa Veneranda. Касније и православни и католици губе интересовање за ову цркву. Бојана временом руши храм. У доба Јастребова је и део олтара пао и он предвиђа да ће ускоро пасти и зидови и жали што ће временом пропасти овај споменик српске славе. Тај крај су обележили сукоби Ромеја и Срба, касније Турака и Млечана. Шкрељи су зими силазили са својим стадима до Бојане и овог манастира.